# Borić
Borić, serb. Бан Борић – pierwszy znany ban Bośni, panował od 1154 do 1163 roku. Walczył przeciwko Bizantyjczykom. Jego następcą był cesarz bizantyjski Manuel I Komnen, przeciwko któremu walczył.